# Octoverso
Octoverso est un jeu de lettres, créé par Laurence Alsac en 2010.
Octoverso se joue à deux ou par équipes. Le but du jeu est d'être le premier joueur à se débarrasser de toutes ses lettres, en composant des mots sur le rail pivotant, et en poussant les lettres en trop chez son adversaire.

## Principe
Chaque joueur compose à son tour un mot sur le rail, côté recto ou verso, en utilisant au minimum 2 lettres déjà présentes à l’une des extrémités du rail, soit à droite pour commencer un nouveau mot, soit à gauche pour en terminer un. Les lettres poussées de ce fait tombent et se rajoutent au jeu de l’adversaire.